# Санько, Олег Иванович
Олег Иванович Санько (6 сентября 1970, Шахты, Ростовская область) — советский и российский футболист, полузащитник, тренер.
В 1985 году Олег стал лучшим футболистом областного финала «Кожаного мяча», через полгода он стал игроком шахтинского «Шахтёра», лидера чемпионата Ростовской области. В 1991 году Санько получил приглашение из донецкого «Шахтёра», но переход не состоялся из-за распада СССР, и Олег по приглашению Энвера Юлгушова оказался в «Ростсельмаше». В июле 1995 перешёл в «Торпедо» Таганрог, следующие два сезона провёл в сочинской «Жемчужине». В 1998 году вернулся в «Ростсельмаш». Позже играл за «Локомотив» Нижний Новгород (2000), «Факел» Воронеж (2000—2001), в котором получил серьёзную травму, однако продолжил карьеру в «Черноморце» Новороссийск и СКА Ростов-на-Дону (2002). После выступлений в соревнованиях любителей играл за «Таганрог» (2006) и «Нику» Красный Сулин (2007—2008; в 2007 году забил 13 мячей в первенстве ЛФЛ, зона ЮФО, команда заняла 1-е место).
31 августа 2010 стал главным тренером клуба «Донгаздобыча» Сулин, был заявлен за команду и как игрок.

## Семья
Супруга Анна (с 1991 года). Сын Денис (род. 08.03.1997); сын Никита (род. 20.05.1992) — игрок «Донгаздобычи».